# Univerzitní nemocnice v Záhřebu

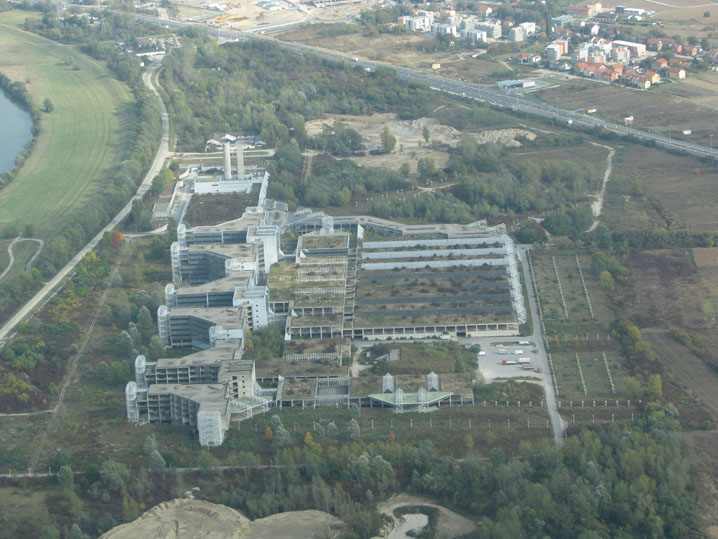
Nedokončený areál nemocnice, letecký pohled

Univerzitní nemocnice v Záhřebu (chorvatsky Sveučilišna bolnica u Zagrebu) je rozestavěný a nikdy nedokončený nemocniční komplex. Nachází na jihozápadním okraji chorvatské metropole Záhřebu, nedaleko řeky Sávy, záhřebské arény a příjezdové silnice k dálnici A1 (Jadranska Avenija). 

## Historie
Nemocnice měla být nejmodernějším objektem svého typu na území Chorvatska. Její  výstavba byla zahájena roku 1982. Provázely ji neustálé komplikace, především v oblasti financování. Jugoslávie se propadala do stále hlubší inflace, což znamenalo růst cen výstavby a prodlužování termínů. V roce 1985 mělo být dokončeno již 20 % stavby, nicméně tento termín nebyl splněn. Původní termín otevření se ze září 1987 posunul na rok 1990. Výstavba však nebyla dokončena ani tehdy; do roku 1992, kdy byly stavební práce zastaveny, se stihlo dokončit 45 % celého areálu. V roce 1992 byly stavební práce zastaveny a poté již nebyly nikdy obnoveny. Financování výstavby nemocnice zajišťovala republika Chorvatsko a po vyhlášení nezávislosti a vypuknutí války v roce 1991 ji jednoduše nezbývalo prostředků na dokončení velkolepého projektu.
Sám areál se rozpadá a v současné době slouží pro různé účely; dokončené objekty se využívají jako sklady buď pro soukromé firmy, nebo i pro různé kulturní instituce.